# Karine Chemla
Pour les articles homonymes, voir Chemla.
Karine Chemla, née le 8 février 1957 à Tunis, est une mathématicienne française spécialiste d'histoire des mathématiques et de sinologie.

## Biographie
Karine Chemla a étudié les mathématiques de 1976 à 1982 à l'École normale supérieure de jeunes filles, où elle a obtenu l'agrégation de mathématiques en 1978 et un DEA en théorie ergodique en 1979. Elle s'est ensuite orientée vers l'histoire des mathématiques chinoises, recevant pour l'année 1980-1981 une bourse d'études de la Fondation Singer-Polignac, ce qui lui permit de faire des recherches à l'Institut pour l'histoire des sciences de l'Académie chinoise des sciences à Pékin. En 1982, elle a obtenu un doctorat de l'université Paris-XIII, sous la direction de Christian Houzel, pour son travail sur le traité Ceyuan haijing (en) 測圓海鏡 (« Reflets des mesures du cercle sur la mer », 1248) de Li Ye 李冶 (1192-1279).
Elle est depuis 1982 chercheuse au CNRS (CR2 en 1986, DR2 en 1997, DR1 en 2005). De 2001 à 2008, elle a dirigé le groupe REHSEIS (Recherches épistémologiques et historiques sur les sciences exactes et les institutions scientifiques) du CNRS et de l'université Paris-VII. Elle a été professeur sur chaire invitée en Chine : à l'université du Nord-Ouest (en) à Xi'an (2005) et aux universités Jiao-tong à Shanghai et du Nord Hebei (en) à Zhangjiakou (2010-2013). En 2010, elle a reçu une bourse de l'Académie chinoise des sciences. Elle était en 2007 à l'institut Max-Planck d'histoire des sciences à Berlin, en 1994-95 membre du Collège scientifique de Berlin, en 2002 à l'université Columbia de New York, en 2006 à l'Institut Dibner pour l'histoire des sciences et de la technologie du MIT et en 2010, Senior Fellow à l'Institute for the Study of the Ancient World (en) de l'université de New York.
Karine Chemla a surtout travaillé sur l'histoire des mathématiques chinoises et a produit, avec Guo Shuchun, une édition critique bilingue chinois/français d'un classique, Les Neuf Chapitres sur l'art mathématique. Les deux auteurs ont reçu pour cela en 2006 le prix Ikuo Hirayama de l'Académie des inscriptions et belles-lettres. Chemla est membre de la Commission Euler de l'Académie suisse des sciences naturelles, dont le but est de publier toute l'œuvre scientifique de Leonhard Euler, sous le nom de Opera Omnia. Ses travaux traitent également de l'histoire de la démonstration (i.e démonstration mathématique).
Depuis 2005, elle est membre de l'Académie internationale d’histoire des sciences (membre correspondant depuis 1997) et de la Leopoldina (elle parle aussi allemand). En 2008, elle a reçu une médaille d'argent du CNRS. Elle a été conférencière invitée au Congrès international des mathématiciens de 1998 à Berlin (« History of Mathematics in China: a factor in world history and a source of new questions »), et conférencière plénière au Congrès européen de mathématiques à Berlin en 2016 avec une conférence intitulée « How has one, and how could one, approach the diversity of mathematical cultures ? ». En 2020, elle reçoit le prestigieux Prix Otto-Neugebauer de la Société mathématique européenne.

## Sélection de publications
Pour une bibliographie complète, voir sa page personnelle dans les liens externes.
- Avec Guo Shuchun,  Les neuf chapitres : Le classique mathématique de la Chine ancienne et ses commentaires [détail de l’édition].
- Avec Paul Benoît et Jim Ritter, Histoire des fractions, fractions d'histoire, Birkhäuser, 1992.
- Avec Francesca Bray, Daiwie Fu (en), Yi Long Huang et Georges Métailié,  (it) « La scienza in Cina », dans Sandro Petruccioli, Storia della scienza, vol. 2, Rome, Enciclopedia Italiana, 2001.
- Édition :  (en) History of Science, History of Text, Springer, coll. « Boston Studies in the Philosophy of Science », 2004.
- (en) « Euler’s Work in Spherical Trigonometry : Contributions and Applications », dans Opera Omnia, troisième série, vol. 10 : Commentationes physicae ad theoriam caloris, electricitatis et magnetismi pertinentes, 2003, p. CXXV-CLXXXVII.
- Avec Florence Bretelle-Establet,  (en) « Qu'était-ce qu'écrire une encyclopédie en Chine ? », dans K. Chemla et F. Bretelle-Establet (éd.), Qu'était-ce qu'écrire une encyclopédie en Chine ? – What did it mean to write an encyclopedia in China ?, coll. « Extrême-Orient, Extrême-Occident » (no hors-série), 2007 (lire en ligne), p. 7-18.
- Direction : The History of Mathematical Proof in Ancient Traditions, Cambridge University Press, 2012.

## Distinctions
En 2008, Karine Chemla reçoit la médaille d'argent du CNRS.
Le 18 avril 2014, elle est nommée au grade de chevalier dans l'ordre national de la Légion d'honneur au titre de « directrice de recherche au Centre national de la recherche scientifique ; 33 ans de services ».
En 2019, elle est nommée docteur honoris causa de la Vrije Universiteit Brussel.